# إبايحياتن (بني بوفراح)
إبايحياتن هي إحدى مشيخات المملكة المغربية، تتبع جغرافيا لإقليم الحسيمة وإداريًا لبني بوفراح. يقدر عدد سكانها بـ 2343 نسمة حسب الإحصاء الرسمي للسكان والسكنى لسنة 2004.